# Wspólnota administracyjna Sebnitz
Wspólnota administracyjna Sebnitz (niem. Verwaltungsgemeinschaft Sebnitz) − dawna wspólnota administracyjna w Niemczech, w kraju związkowym Saksonia, w powiecie Sächsische Schweiz-Osterzgebirge. Do 29 lutego 2012 należało do okręgu administracyjnego Drezno. Siedziba wspólnoty znajdowała się w mieście Sebnitz.
Wspólnota administracyjna zrzeszała jedną gminę miejską oraz jedną gminę wiejską: 
- Kirnitzschtal
- Sebnitz

1 października 2012 gmina Kirnitzschtal została włączona do miasta Sebnitz i stała się jego dzielnicą, natomiast wspólnota administracyjna została rozwiązana.